# فلوریان منیگن
فلوریان منیگن (آلمانی: Florian Mennigen؛ زادهٔ ۱۰ آوریل ۱۹۸۲) قایقران روئینگ اهل آلمان است.